# Leioproctus capito
Leioproctus capito är en biart som beskrevs av Houston 1990. Leioproctus capito ingår i släktet Leioproctus och familjen korttungebin. Inga underarter finns listade i Catalogue of Life.

## Bildgalleri

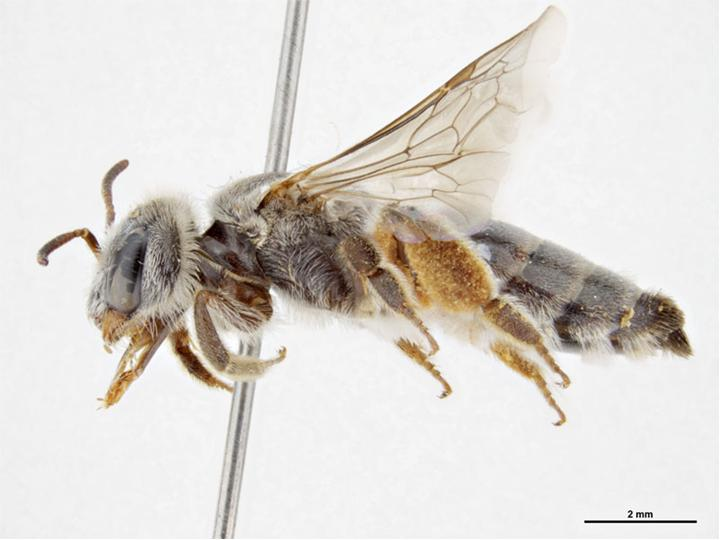
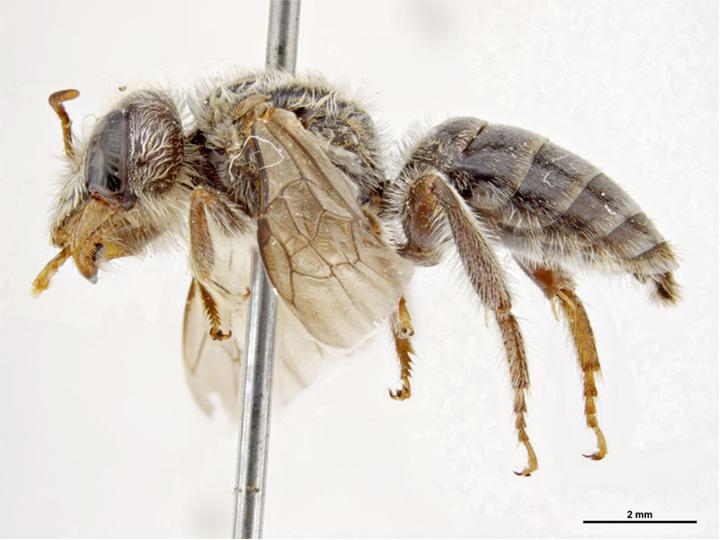